# Dimitri Casteleyn
Dimitri Casteleyn (Tielt, 25 december 1966) is een Belgische schrijver, televisiemaker en theaterdirecteur.

## Biografie
Casteleyn studeerde Germaanse Filologie aan de Katholieke Universiteit Leuven. Daarna ging hij werken bij de VRT voor een Europees televisieproject.
Casteleyn schrijft al sinds zijn jeugd. Hij won enkele literaire prijzen (Antwerpen, Harelbeke) en publiceerde gedichten in verschillende literaire tijdschriften (o.a. in Dietsche Warande & Belfort, Het Liegend Konijn, Poëziekrant, Revolver, Vlaanderen en in de Standaard der Letteren) waarna in 2005 zijn eerste poëziebundel "Omgekeerd" verscheen. In 2009 verscheen zijn eerste verhalenbundel, "Een mooie verrassing", bij De Eenhoorn. Tussen 2010 en 2014 maakte hij vijf tv-reeksen voor Canvas, VRT: Drie generaties, Meneer de burgemeester, 100 jaar Vooruit, De leraarskamer en Grand Central Belge (met Frieda van Wijck). Hij is ook ondervoorzitter bij Theater Malpertuis. In 2013 verscheen zijn debuutroman De Verjaardag, meteen goed voor een vierde druk. Zijn tweede roman Witte warmte (2016) kende ook een vierde druk, haalde de Top 10 en kon zowel recensenten als het brede publiek bekoren. In 2017 verscheen zijn tweede dichtbundel Vanwaar kom je beeld, inmiddels in derde druk. Januari 2019 verscheen zijn derde roman Het Feest, die zeer goed onthaald werd in de pers.
In totaal werden van zijn boeken meer dan 25.000 exemplaren verkocht, in vier verschillende talen.